# Потапьевка
Потапьевка, Северная Потапьевка — река в России, протекает в Нагорском и Слободском районах Кировской области и Прилузском районе Республики Коми. Устье реки находится в 83 км по левому берегу реки Летка. Длина реки составляет 13 км.
Исток реки в лесах в Нагорском районе Кировской области в 12 км к востоку от села Слудка. Река течёт на юго-запад по ненаселённому лесному массиву. Сначала река течёт по Нагорскому району, затем некоторое время образует границу Нагорского и Слободского районов, ниже перетекает в Республику Коми. Впадает в Летку в 6 км к юго-востоку от села Слудка.

## Данные водного реестра
По данным государственного водного реестра России относится к Камскому бассейновому округу, водохозяйственный участок реки — Вятка от истока до города Киров, без реки Чепца, речной подбассейн реки — Вятка. Речной бассейн реки — Кама.
По данным геоинформационной системы водохозяйственного районирования территории РФ, подготовленной Федеральным агентством водных ресурсов:
- Код водного объекта в государственном водном реестре — 10010300212111100031792
- Код по гидрологической изученности (ГИ) — 111103179
- Код бассейна — 10.01.03.002
- Номер тома по ГИ — 11
- Выпуск по ГИ — 1